# Kroppedammen, Kungälvs kommun
Kroppedammen är en ort i Kareby socken i Kungälvs kommun i Västra Götalands län. Orten klassades som småort år 2000 men inte senare.  Från 2015 avgränsar SCB här åter en småort.